# Валекруч-Негай (парк-пам'ятка садово-паркового мистецтва)
Валекруч-Негай — парк-пам'ятка садово-паркового мистецтва місцевого значення в Україні. Об'єкт розташований на території Подільського району Одеської області, на північний схід від міста Подільськ, в урочищі «Велекруч-Негай». 
Площа 936 га. Статус присвоєно згідно з рішенням облвиконкому від 30.12.1980 року № 234 і від 02.10.1984 року № 493. Перебуває у віданні ДП «Котовське лісове господарство» (Котовське лісництво, кв. 37-53). 
Статус присвоєно для збереження лісового масиву, в якому переважають насадження дуба, у домішку — клен, ясен, береза.